# باتريك أرغيلو
باتريك أرغيلو (30 مارس 1943 - 6 سبتمبر 1970) كان مسلح أمريكي من أصل نيكارغوي وعضو في الجبهة الساندينية للتحرير الوطني، قٌتل أثناء محاولته لإختطاف طائرة تابعة لشركة إل عال الإسرائيلية في سبتمبر 1970 كجزء من حادثة اختطاف الطائرات إلى قيعان خنا التي نفذتها الجبهة الشعبية لتحرير فلسطين.